# Маркон, Шолто
Чарльз Шолто Уиндхэм Маркон (англ. Charles Sholto Wyndham Marcon; 31 марта 1890, Хедингтон, Оксфордшир — 17 ноября 1959, Тендерден, Кент) — английский и британский хоккеист на траве, нападающий; крикетист. Олимпийский чемпион 1920 года.

## Биография
Шолто Маркон родился 31 марта 1890 года в британском селе Хедингтон в окрестностях Оксфорда. Был единственным сыном священника Чарльза Маркона, одного из основоположников хоккея на траве в Оксфорде.
Учился в колледжах Лансинг и Ориэл в Оксфорде. В 1907—1908 годах играл в крикет за сборную Лансинга. В 1910—1913 годах выступал за сборную Оксфордского университета, в последний год был капитаном команды. Впоследствии выступал за «Хэмпстед».
С 1913 года играл за сборную Англии по хоккею на траве, провёл 23 матча.
Участвовал в Первой мировой войне, был вторым лейтенантом Оксфордширской и Бакингемширской лёгкой пехоты. После войны стал учителем в Крэнли.
В 1920 году вошёл в состав сборной Великобритании по хоккею на траве на летних Олимпийских играх в Антверпене и завоевал золотую медаль. Играл на позиции нападающего, провёл 2 матча, забил (по имеющимся данным) 3 мяча в ворота сборной Бельгии.
В 1936 году оставил педагогическую работу и был рукоположён в священники англиканской церкви. В 1943—1945 годах служил капелланом в британских ВВС, затем стал викарием в Тентердене.
Умер 17 ноября 1959 года в британском городе Тентерден.